# Rives, Isère
Rives, tudi Rives sur Fure, je naselje in občina v vzhodnem francoskem departmaju Isère regije Rona-Alpe. Leta 2009 je naselje imelo 6.078 prebivalcev.

## Geografija
Kraj leži v pokrajini Daufineji ob reki Fure, 29 km severozahodno od Grenobla.

## Uprava
Rives je sedež istoimenskega kantona, v katerega so poleg njegove vključene še občine Beaucroissant, Charnècles, Izeaux, Moirans, La Murette, Réaumont, Renage, Saint-Blaise-du-Buis, Saint-Cassien, Saint-Jean-de-Moirans in Vourey z 29.316 prebivalci.
Kanton Rives je sestavni del okrožja Grenoble.

## Zanimivosti
- cerkev sv. Valerija;

## Osebnosti
- Raphaël Poirée (* 1974), biatlonec;

## Pobratena mesta
- Forlì del Sannio (Molize, Italija),
- Refojos de Basto (Portugalska).